# Paulo Coelho
Paulo Coelho, brazilski pisatelj, * 24. avgust 1947, Rio de Janeiro, Brazilija.

## Življenjepis
V Rio de Janeiru, kjer se je rodil, je obiskoval jezuitsko šolo; tako je njegovo mladost pomembno zaznamovala vera. Tudi njegovi starši so bili strogo religiozni in konservativni. Kasneje je študiral pravo, a je študij leta 1970 opustil ter odšel na potovanje po Mehiki, Peruju, Boliviji, Čilu, Evropi in Severni Ameriki.
Po dveh letih se je vrnil v Brazilijo ter začel pisati besedila za popularno glasbo. Med drugim je pisal besedila tudi za Raula Seixasa. Coelho je bil vseskozi politično angažiran. Nanj je pomembno vplivalo spoznanje z deli spornega angleškega mistika Aleisterja Crowleyja; spoznanje je vplivalo tako na njegova besedila kot tudi na ustanovitev protikapitalistične organizacije Alternativna družba. Alternativna družba se je zavzemala za anarhistične vrednote. Brazilska policija je priprla vse pomembne člane organizacije, tudi Coelha in Seixasa. Med aretacijo naj bi bila oba žrtvi mučenj. V priporu se je samopoškodoval in sodišče ga je spoznalo kot duševno neprištevnega ter ga zato izpustilo.
Med letoma 1974 in 1976 je skupaj s Seixasom nadalje pisal provokativna besedila za pesmi. Napisala sta skupno 65 rokovskih pesmi, ki so postale v Braziliji zelo popularne. Pisal je tudi besedila za druge glasbenike kot so Rita Lee, Elis Regina in Maria Bethânia. 
Coelho se je zanimal za različne alternativne načine življenja, med drugim za ideologijo Hare Krišna. Leta 1977 je skupaj s prvo ženo zapustil Brazilijo in eno leto živel v Londonu, kjer se je posvetil pisateljevanju, a ni požel uspeha. Po vrnitvi v Brazilijo je bil tri mesece zaposlen kot vodja založbe, nato pa tudi kot urednik glasbene revije in lastnega časnika. Nenadoma se je odpovedal poklicnim ambicijam in se ločil od svoje žene.
Na nekem potovanju po Evropi je skupaj s prijateljico in kasnejšo ženo Cristino obiskal koncentracijsko taborišče v Dachauju. Coelho je pravil, da je tam doživel vizijo, v kateri se mu je prikazal moški, ki ga je čez dva meseca zopet srečal v amsterdamski kavarni. V pogovoru ga je moški prepričal, da je prestopil v katoliško vero in šel na romanje v Santiago de Compostela. Med letoma 1980 in 1985 je Coelho živel odmaknjen v enem od starih španskih katoliških redov, kjer je študiral krščanski simbolni jezik. Nemara je šlo za red z imenom R.A.M. (Regnus Agnus Mundi), ki je bil ustanovljen leta 1492. Leta 1986 se je naposled odločil za romanje v Santiago de Compostela. 
Paulo Coelho je prvi zahodnjaški nemuslimanski pisatelj, ki je obiskal Iran po revoluciji leta 1979.
25. julija 2002 je Coelho prejel najbolj prestižno nagrado za brazilske pisatelje - postal je član akademije z nazivom „Academia Brasileira de Letras“ (Brazilska akademija družbenih ved), katere naloga je med drugim tudi skrb za portugalščino. Je tudi svetovalec UNESCOvega projekta „Convergences spirituelles et dialogues interculturels“, ki se ukvarja z medkulturnim dialogom. Z lastnim premoženjem je ustanovil sklad „Instituto Paulo Coelho“, ki pomaga ubožnim otrokom in starostnikom ter podpira prevajanje brazilskega leposlovja v tuje jezike. 
Trenutno živi s svojo drugo ženo, slikarko Christino Oiticica v Rio de Janeiru in v Tarbesu v Franciji.

## Književna dela
Coelho je prodal preko 100 milijonov knjig v več kot 150 državah sveta. Njegova dela so bila prevedena v 67 jezikov, tudi v slovenščino.
Njegova dela vsebujejo številne avtobiografske prvine; v njih opisuje dežele in pokrajine, ki jih je sam obiskal. Njegov jezik je preprost in skop. Vključuje številne verske, simbolne in metafizične elemente. Velikokrat v zgodbo vplete svetopisemske in spiritualistične motive. Dogajanje v knjigi Veronika se odloči umreti je postavil v Ljubljano.
Kot motivi se v njegovih delih često pojavljajo ljubezen do druge osebe kot nasprotje ljubezni do sebe, iskanje življenjskega smisla, spiritualistična samoizpopolnitev. 
Svetovni uspeh je Coelho požel zlasti z romanom Alkimist, ki je bil doslej preveden v 56 jezikov. 
Coelho sodi med svetovno najbolje prodajane avtorje in je doslej najbolje prodajan pisatelj, ki piše v portugalščini. Leta 2005 je obiskal tudi Slovenijo.

## Seznam del
- O Alquimista (Alkimist), 1998
- Brida, 1990
- O Monte Cinco (Peta gora), 1996
- Na Margem do Rio Piedra eu Sentei e Chorei (Ob reki Piedri sem sedela in jokala),1994
- Veronika decide morrer (Veronika se odloči umreti), 1998
- O Demônio e a Srta Prym (Demon in gospodična Prym), 2000.
- Onze Minutos (Enajst minut), 2003
- O Zahir (Zahir), 2005 ...
- Manual Do Guerreiro Da Luz(Priročnik bojevnika luči),1997.
- Valkire
- Magov dnevnik